# Eldia
Eldia, aussi stylisé EldIA ou ELDIA, est un groupe de rock français, originaire de Paris. Il est formé en 1997 et séparé en 2012.

## Biographie
Le groupe est formé en 1997 à Paris. Très actif sur la scène parisienne et souvent non loin de tous leurs amis du très petit cercle parisien de rock (Stuck in the Sound, Hey Hey My My, The Rodeo, Sheraff, The Tatianas, Nelson, etc.), Eldia donnait également régulièrement des concerts un peu partout en France. Pendant son activité, il était composé de Laurent Blot au chant et à la guitare, Alex Brihat à la batterie, Adrien Pamart aux claviers et aux chœurs, Patrick Phelpin à la guitare basse et Mathieu Rosenzweig à la guitare. Laurent Blot a su aussi développer son projet solo : Franz is Dead, révélant ainsi son véritable côté Pop (et un peu moins rock qu'Eldia).
En 2006, le groupe publie un EP 3 titres auto-produit intitulé Hang on People, qui « souffle fraicheur et rock à nos oreilles acerbes » pour Albumrock.net. En 2007, Eldia sort son premier album auto-produit intitulé And All the People on the Ship Say Land Ho. Un premier album est annoncé en 2008 par le groupe. En 2009, grâce à leur 1er album ayant permis une signature chez Emergence Music Publishing / Chrysalis, Eldia sort l'EP Favorite Murderer. En 2010 sort le deuxième album du groupe (toujours chez Emergence / Chrysalis et distribué par Discograph), intitulé Yayaya.
Le groupe se sépare en 2012.

## Style musical
Le style musical du groupe Eldia est très inspirée des groupes anglais des années 1970 comme The Beatles ou The Kinks, mais aussi des groupes plus contemporains tels que Franz Ferdinand, Radiohead, et Sonic Youth, entre autres.